# Peder Rosenørn
Peder Rosenørn (20. august 1711 – 29. april 1790 i København) var en dansk godsejer, højesteretsjustitiarius og hofembedsmand.
Han var en søn af generalmajor Poul Rosenørn til Meilgård og Katholm og Mette f. Benzon. Han blev 1728 kornet og 1732 løjtnant ved det holstenske kavaleriregiment. 1736 udnævntes han til ritmester, blev 1739 karakteriseret major, 1747 karakteriseret oberstløjtnant, 1755 virkelig premiermajor, 1756 karakteriseret oberst, 1759 virkelig oberstløjtnant og afskedigedes 1761. Derefter var han 1763-80 stiftamtmand over Aarhus Stift og amtmand over Havreballegård og Stjernholm Amter, blev 1780, få måneder efter sin afskedigelse fra dette embede, udnævnt til justitiarius i Højesteret, uagtet han ingen sinde forhen havde været medlem af nogen domstol; men allerede 1782 ombyttede han da også denne betydningsfulde stilling med en virksomhed, der utvivlsomt passede bedre for ham, idet han udnævntes til overskænk hos kongen, og vedblev at fungere som sådan til sin død, 29. april 1790 i København. 1756 var han blevet kammerherre, 1767 hvid ridder, 1774 gehejmeråd og 1780 gehejmekonferensråd.
20. juli 1753 ægtede han Ulrikke Hedevig von Heinen (f. 12. Jan. 1734 – 7. marts 1772), en datter af major Ulrik Frederik von Heinen til Ulriksholm (1695-1761) og Cathrine f. Brüggemann (1709-1790).